# Hornera frondiculata
Hornera frondiculata är en mossdjursart som beskrevs av Jean Vincent Félix Lamouroux 1821. Hornera frondiculata ingår i släktet Hornera och familjen Horneridae. Inga underarter finns listade i Catalogue of Life.